# Carson Branstine
Carson Branstine (født 9. september 2000 i Irvine, Californien, USA) er en professionel tennisspiller fra Canada, som indtil 2017 repræsenterede sit fødeland, USA.